# Luftgau
Luftgau era a definição de um distrito aéreo na Alemanha Nazi. A sua força aérea, a Luftwaffe, tinha a sua área de acção dividida em distritos aéreos, à semelhança dos distritos militares da Heer. Cada distrito aéreo era responsável por todas as actividades administrativas, treino, manutenção, defesa aérea, sinalização, recrutamento e pessoal de reserva.
Os Luftgau dentro das fronteiras da Alemanha eram numerados com numeração romana:
- Luftgau I (Königsberg)
- Luftgau II (Estetino)
- Luftgau III (Berlim)
- Luftgau IV (Dresden)
- Luftgau V (Estugarda)
- Luftgau VI (Münster)
- Luftgau VII (Munich)
- Luftgau VIII (Breslávia)
- Luftgau IX (Weimar)
- Luftgau X (Hamburgo)
- Luftgau XI (Hanôver)
- Luftgau XII (Gießen/Wiesbaden)
- Luftgau XIII (Nuremberga)
- Luftgau XIV (Coblença)

Os Luftgau foram também criados fora da Alemanha, à medida que toda a Europa era ocupada; fora do território nacional alemão, cada Luftgau em vez de ser numerado incorporava o nome da sua localização:
- Luftgau-Kommando Belgien-Nordfrankreich
- Luftgau-Kommando Charkow
- Luftgau-Kommando Finnland
- Luftgau-Kommando Holland
- Luftgau-Kommando Kiew
- Luftgau-Kommando Moskau
- Luftgau-Kommando Norwegen
- Luftgau-Kommando Petersburg
- Luftgau-Kommando Rostow
- Luftgau-Kommando Westfrankreich